# Острів Пасхи
27°07′ пд. ш. 109°21′ зх. д. / 27.117° пд. ш. 109.350° зх. д.
Острів Пасхи або Рапа-Нуї (ісп. Isla de Pascua) — вулканічний острів у південній частині Тихого океану, територія Чилі. Місцева назва острова — Рапа-Нуї (рап. Rapa Nui).
Разом з архіпелагом Тристан-да-Кунья є найвіддаленішим населеним островом у світі. Відстань до континентального узбережжя Чилі становить 3703 км, до острова Піткерн, найближчого населеного місця, — 1819 км. Острів був відкритий голландським мандрівником Якобом Роггевеном у Пасхальну неділю 1722 року. Столиця острова і його єдине місто — Ханга-Роа. Всього на острові проживає 3791 мешканець.
Острів Пасхи багато у чому відомий завдяки моаї, або кам'яним статуям зі спресованого вулканічного попелу, у яких, за повір'ями місцевих мешканців, міститься надприродна сила предків першого короля острова Пасхи — Хоту-Мату'а. У 1888 році острів був анексований Чилі. У 1935 році на острові був створений Національний парк Рапа-Нуї, який у 1995 році став об'єктом Світової спадщини ЮНЕСКО.

## Назва острова
У острова Пасхи існує безліч назв:
- Хітітеаїрагі (рап. Hititeairagi) або Хіті-аї-рангі (рап. Hiti-ai-rangi);
- Текаоухангоару (рап. Tekaouhangoaru);
- Мата-Кітераге (рап. Mata-Kiterage) — в перекладі з рапануйської «очі, що дивляться в небо»;
- Те-Піто-те-хенуа (рап. Te-Pito-te-henua — «пуп землі»);
- Рапа-Нуї (рап. Rapa Nui — «Великий Рапа»), назва в основному використовувалася китобоями;
- острів Сан-Карлос (англ. San Carlos Island), названий так Гонсалесом Дон Феліпе на честь короля Іспанії;
- Теапі (рап. Teapi) — так називав острів Джеймс Кук;
- Ваїху (рап. Vaihu) або Ваїхоу (рап. Vaihou) — ще одна назва яку використовував Джеймс Кук, а пізніше Іоганн Георг Фостер і Жан Франсуа де Гало Лаперуз (на його честь названа бухта на північному сході острова);
- острів Пасхи (англ. Easter Island), названий так голландським мореплавцем Якобом Роггевеном, тому що він відкрив його в день Великодня 1722 року.

Найчастіше використовують назви «острів Пасхи» та «Рапа-Нуї». Назва Рапа-Нуї (у перекладі «Великий Рапа») насправді не рапануйського, а полінезійського походження. Таку назву острів отримав від таїтянських мореплавців, що використовували уточнення нуї (великий), щоб розрізняти острів Пасхи та острів Рапа, що розташований за 650 км на південь від Таїті. Сама назва «Рапа-Нуї» викликала безліч суперечок серед лінгвістів з приводу правильного написання цього слова. Серед англомовних фахівців слово «Rapa Nui» (2 слова) використовується для найменування острова, слово «Rapanui» (1 слово) — коли йде мова про народ або місцеву культуру. В українській мові усталеним є написання через дефіс для назви острова і разом для похідних слів.

## Геологія
Острів Пасхи вулканічного походження. Ґрунт утворився в результаті ерозії схилів вулканів. Найпоширеніші гірські породи на острові — базальт, обсидіан, ріоліт, трахіт. Прямовисні скелі в бухті Лаперуза (місцева назва — Ханга-Хоону) складаються з лави червоного кольору.

## Географія
Острів Пасхи — унікальна територія в південно-східній частині Тихого океану, що є одним з найвіддаленіших від суші населених островів у світі. Розташований за 3703 км від узбережжя найближчого материка на сході (Південної Америки) і віддалений від найближчих населених островів на заході (острів Піткерн) на 1819 км. Координати острова: 27°07′ пд. ш. 109°21′ зх. д. / 27.117° пд. ш. 109.350° зх. д.. Площа острова — 163,6 км², протяжність із заходу на схід 24 км, з півночі на південь — 12 км. Найближча ненаселена земля — архіпелаг Сала-і-Ґомес, не враховуючи декількох скель неподалік від острова.
Острів має форму прямокутного трикутника, гіпотенуза якого — південно-східний берег. Сторони цього «трикутника» мають довжину в 16, 18 і 24 км. По кутах острова підносяться згаслі вулкани: Рано-Као (рап. Rano Kao) (324 м) поряд з поселенням Матавері; Пуа-Катіки (рап. Puakatike) (377 м) і Теревака (рап. Terevaka) (539 м — найвища точка острова). Родючий ґрунт розташований на півночі острова, де місцеві жителі вирощують батат, або солодку картоплю, і ямс.
Найвищий кратер вулкана Теревака має назву Рано-Арої (рап. Rano Aroi) (близько 200 м над рівнем моря). Власне «Рано-Арої» — це назва озера, що заповнює згаслий кратер. Інший кратер Теревака — Рано-Рараку (рап. Rano Raraku) (160 м) також містить озеро з великим запасом прісної води, оточене чагарниками очерету. Діаметр цього кратера — близько 650 метрів. Діаметр кратера Рано-Као — близько 1500 метрів, глибина — 800 метрів. Вулкан має симетричну форму та оточений горбистою місцевістю. Південний схил обривається в океан. На внутрішніх схилах вулканів рослинність рясніша. Це пояснюється родючим ґрунтом і відсутністю сильного вітру.
Острів оточений маленькими острівцями: біля південно-східного краю — Моту-Нуї (рап. Motu Nui) (найбільший острів, на якому у далекому минулому обиралися військові ватажки жителів Рапа-Нуї), Моту-Іті (рап. Motu Iti), Моту-Као-Као (рап. Motu Kao Kao) (біля цього острова спостерігається магнітна аномалія), біля західного краю — Моту-Таутіра (рап. Motu Tautira) і біля східного краю — Моту-Маротірі (рап. Motu Marotiri).

### Клімат
Острів знаходиться у зоні, котра характеризується вологим субтропічним кліматом. Найтепліший місяць — січень із середньою температурою 23.9 °C (75 °F). Найхолодніший місяць — серпень, із середньою температурою 18.3 °С (65 °F).
| Клімат Рапа-Нуї         | Клімат Рапа-Нуї | Клімат Рапа-Нуї | Клімат Рапа-Нуї | Клімат Рапа-Нуї | Клімат Рапа-Нуї | Клімат Рапа-Нуї | Клімат Рапа-Нуї | Клімат Рапа-Нуї | Клімат Рапа-Нуї | Клімат Рапа-Нуї | Клімат Рапа-Нуї | Клімат Рапа-Нуї | Клімат Рапа-Нуї |
| Показник                | Січ.            | Лют.            | Бер.            | Квіт.           | Трав.           | Черв.           | Лип.            | Серп.           | Вер.            | Жовт.           | Лист.           | Груд.           | Рік             |
| Абсолютний максимум, °C | 36              | 36              | 36              | 35              | 30              | 35              | 31              | 32              | 32              | 32              | 32              | 33              | 36              |
| Середній максимум, °C   | 25              | 26              | 25              | 24              | 22              | 21              | 20              | 20              | 21              | 21              | 22              | 24              | 22              |
| Середня температура, °C | 23              | 23              | 23              | 22              | 21              | 19              | 18              | 18              | 18              | 19              | 20              | 22              | 21              |
| Середній мінімум, °C    | 21              | 21              | 21              | 20              | 18              | 17              | 16              | 16              | 16              | 16              | 18              | 19              | 18              |
| Абсолютний мінімум, °C  | 15              | 16              | 7               | 3               | 10              | 7               | 9               | 7               | 10              | 3               | 7               | 12              | 3               |
| Норма опадів, мм        | 90              | 80              | 80              | 110             | 120             | 100             | 90              | 80              | 80              | 70              | 80              | 90              | 1130            |
| Днів з опадами          | 10              | 9               | 10              | 13              | 14              | 13              | 15              | 13              | 12              | 10              | 10              | 10              | 139             |
| Вологість повітря, %    | 80              | 80              | 80              | 80              | 80              | 80              | 80              | 80              | 80              | 80              | 80              | 80              | 80              |
| ----------------------- | --------------- | --------------- | --------------- | --------------- | --------------- | --------------- | --------------- | --------------- | --------------- | --------------- | --------------- | --------------- | --------------- |
| Джерело: Weatherbase    |                 |                 |                 |                 |                 |                 |                 |                 |                 |                 |                 |                 |                 |

Острів лежить поблизу південного кордону зони літніх південно-східних вітрів. Взимку переважають північно-західні вітри, але трапляються також південно-західні та південно-східні. Незважаючи на близькість до тропіків, клімат на острові порівняно помірний. Спека трапляється рідко. Це пов'язано з близькістю холодної течії Гумбольдта та відсутністю будь-якої землі між островом і Антарктидою. Вітри з Антарктики в липні-серпні часто знижують денну температуру повітря до 20 °C.
Основне джерело прісної води на острові — озера, що утворилися в кратерах місцевих вулканів. На Рапа-Нуї відсутні річки, а дощова вода легко просочується крізь ґрунт, внаслідок чого утворюються підземні потоки, що течуть у бік океану. Оскільки води на острові не так багато, то місцеві жителі в минулому повсюдно споруджували колодязі та малі водосховища.

### Таблиця середньомісячних температур, опадів і вологості[8]
| Місяць   | t max | t max | t min | t min | Кількість опадів | Кількість опадів | Дощових днів | Вологість (%) |
| Місяць   | °C    | °F    | °C    | °F    | мм               | дюйм             | Дощових днів | Вологість (%) |
| -------- | ----- | ----- | ----- | ----- | ---------------- | ---------------- | ------------ | ------------- |
| Січень   | 26    | 79    | 19    | 67    | 74,5             | 2,9              | 15           | 79            |
| Лютий    | 27    | 81    | 19    | 67    | 83,7             | 3,2              | 7            | 77            |
| Березень | 26    | 79    | 20    | 68    | 98,9             | 3,8              | 16           | 80            |
| Квітень  | 24    | 76    | 18    | 65    | 130,4            | 5,0              | 15           | 80            |
| Травень  | 24    | 76    | 17    | 63    | 141,1            | 5,4              | 12           | 80            |
| Червень  | 20    | 70    | 16    | 61    | 115,8            | 4,4              | 16           | 82            |
| Липень   | 20    | 70    | 15    | 59    | 108,1            | 4,3              | 12           | 82            |
| Серпень  | 20    | 70    | 15    | 59    | 90,0             | 3,5              | 9            | 82            |
| Вересень | 20    | 70    | 15    | 59    | 92,1             | 3,6              | 14           | 81            |
| Жовтень  | 22    | 72    | 15    | 59    | 85,0             | 3,4              | 6            | 76            |
| Листопад | 23    | 74    | 17    | 63    | 72,2             | 2,8              | 9            | 81            |
| Грудень  | 25    | 77    | 18    | 65    | 75,7             | 2,9              | 15           | 79            |

### Флора
Докладніше: Субтропічні широколистяні ліси острова Пасхи

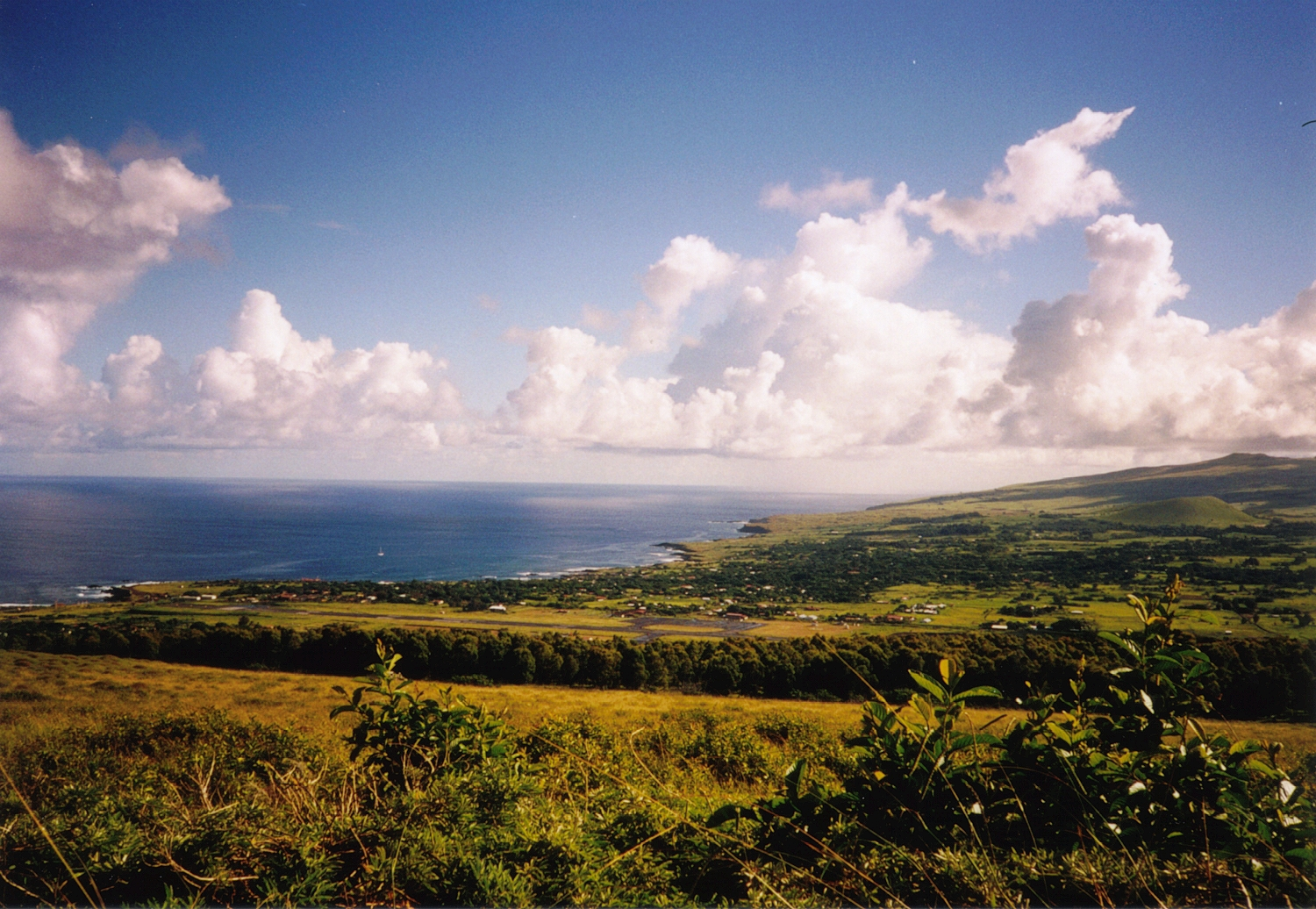
Острів Пасхи весною

Флора острова дуже бідна: фахівці налічують не більше 30 видів рослин. Більшість з них було завезено з інших островів Океанії, Америки, Європи. Багато раніше поширених на Рапа-Нуї рослин винищені. У IX-XVII століттях ліси на острові активно вирубувалися і врешті були повністю знищені. До того ймовірно на Рапа-Нуї росли пальми виду Paschalococos disperta. Іншою причиною було поїдання насіння дерев щурами. У зв'язку з нераціональною господарською діяльністю людини та іншими факторами виникла прискорена ерозія ґрунту, що завдала величезної шкоди сільському господарству, в результаті чого населення Рапа-Нуї значно скоротилося.
За іншою версією, головна причина зникнення лісів — тривалі (до 10 років) посухи, які охопили у XVII ст. острів Пасхи і острів Нова Каледонія. На клімат островів Океанії суттєво впливають течії Ель-Ніньйо і Ла-Нінья. Під час Ель-Ніньйо міжтропічна зона конвергенції рухається на північ у бік екватора, при Ла-Ніньє — на південь в бік від екватора. В останньому випадку на островах спостерігається сильна посуха, в першому ж — сильні дощі.
Одна з вимерлих рослин — Sophora toromiro, місцева назва якої тороміро (рап. toromiro). Це дерево колись відігравала важливу роль в культурі рапануйців: з неї робилися «таблички, що говорять» з місцевими піктограмами.
Деревина тороміро, стовбури якого досягали товщини в людське стегно, широко використовувалася для будівництва, також з неї робили зброю — списи. В XIX-XX століттях тороміро було винищене — однією з причин стало те, що молоді паростки знищували завезені на острів вівці).
Інша рослина острову — тутове дерево, місцева назва якого махуте (рап. mahute). У минулому ця рослина грала також значну роль у побуті остров'ян: з коконів шовкопряда виготовлявся білий жіночий одяг, що звався махуте на зразок полінезійської тапи. Після появи перших європейців на острові — китобоїв і місіонерів — значення махуте в побуті рапануйців зменшилося.
Корені рослини ті (рап. ti), або Dracaena terminalis, використовувалися для виготовлення цукру. Також ця рослина застосовувалася для виготовлення порошку темно-синього і зеленого кольору, за допомогою якого потім робили татуювання.
Деревина рослина макої (рап. makoi) (Thespesia populnea) використовувалася для різьблення.
Одна з уцілілих рослин острова — Scirpus californicus росте на схилах кратерів Рано-Као і Рано-Рараку використовується в будівництві. В останні десятиліття на острові почали з'являтися невеликі зарості евкаліпта.
В XVIII-XIX століттях на острів були завезені виноград, банан, диня, цукрова тростина.

### Фауна
До прибуття на острів європейців фауна острова Пасхи в основному була представлена морськими тваринами: тюленями, черепахами, крабами. До XIX століття на острові розводили курей. Види місцевої фауни, що раніше населяли Рапа-Нуї, вимерли. Наприклад, вид пацюка Rattus exulans, якого в минулому місцеві жителі вживали в їжу. Замість нього на острів з європейських кораблів потрапили пацюки виду Rattus norvegicus і Rattus rattus, які стали переносниками різних хвороб, раніше не відомих рапануйцям.
Зараз на острові гніздяться 25 видів морських птахів і мешкають 6 видів наземних птахів.

## Населення
Припускається, що під час розквіту в XVI-XVII століттях населення Рапа-Нуї становило близько 10 тисяч осіб. Через екологічну катастрофу, що сталася внаслідок знищення людьми екосистеми острова (вирубування лісів, ерозія ґрунтів тощо), а також міжусобних воєн чисельність населення до часу прибуття перших європейців скоротилася до 2-3 тисяч осіб. До 1877 року в результаті вивезення місцевих жителів у Перу для каторжних робіт, епідемій, подальшого руйнування екосистеми острова екстенсивним вівчарством чисельність населення ще більше скоротилася і склала 111 мешканців. До 1888 року коли острів анексувало Чилі, на Рапа-Нуї проживало лише 178 людей.
На початку XX століття значна частина населення острова, переважно молоді рапануйці, переселилася до материкової частини Чилі. Тільки в 1950-х роках, коли підвищився рівень життя, відбулися деякі поліпшення в демографічній ситуації острова. До 1960 року на Рапа-Нуї налічувалося вже понад тисячу мешканців.
За переписом 2002 року на острові проживало 3791 особа (наприклад, в 1988 році — 1938) з яких близько 2200—2300 були корінними рапануйцями. При цьому по 200—300 рапануйців жили в материковій частині Чилі, Таїті і в США. Зростання відбулося в наполовину завдяки великому природному приростові, а наполовину завдяки переселенню чилійців з материкової частини країни на острів Пасхи. Змінилося співвідношення корінного і приїжджого населення. Якщо в 1982 році число рапануйців на острові становило 70 %, то в 2002 році — тільки 60 %. Решта 39 % були чилійцями, 1 % представники інших народів.
Щільність населення на острові невелика і становить 29,88 осіб/км² (для порівняння, в Німеччині — 230, в Росії — 8,4).
У середині XIX століття на Рапа-Нуї існувало 6 постійних поселень: Анакена, Тонгарикі, Ваїху, Вінапу, Матавері та Ханга-Роа. В наш час[коли?] практично все населення проживає в Ханга-Роа, адміністративному центрі острова Пасхи. Матавері та Моероа на південному заході часто розглядаються як одне поселення.
Офіційні мови на острові — іспанська та рапануйська.
Жителі переважно католики.

## Адміністративне управління
Острів Пасхи — провінція у складі чилійської області Вальпараїсо, яку очолює губернатор, акредитований при чилійському уряді і який призначається президентом. З 1984 року губернатором острова може стати тільки місцевий житель (першим став Серхіо Рапу Хаоа, колишній археолог і музейний хранитель). Адміністративно провінція Острів Пасхи включає незаселені острови Сала-і-Ґомес. З 1966 року в поселенні Ханга-Роа кожні чотири роки обирається місцева рада з 6 членів, очолювана мером.
На території острова діє близько двох дюжин поліцейських, в основному відповідальних за безпеку в місцевому аеропорту.
Присутні також збройні сили Чилі (переважно ВМС). Діюча валюта на острові — чилійський песо (на острові також в обороті долари США). Острів Пасхи — безмитна зона, тому надходження до бюджету острова від сплати податків порівняно незначні. Значною мірою бюджет складається з дотацій уряду.

## Інфраструктура

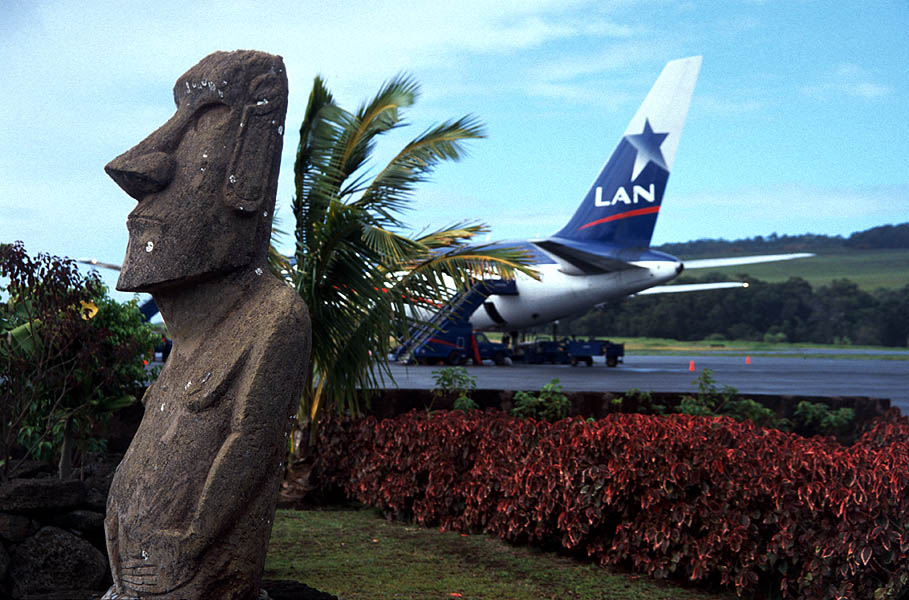
Літак LAN Airlines в аеропорту острова

В 1966 році єдиний аеропорт острова Матавері став базою американських військово-повітряних сил, а в 1986 році він був реконструйований НАСА для можливих аварійних посадок американських «Шаттлів», тому це один з найвіддаленіших аеропортів світу, здатний приймати літаки великої місткості. У зв'язку з різким припливом туристів на острові ведеться активне будівництво, а сам туризм став основним джерелом доходів для місцевих жителів (проте загальна чисельність туристів не така велика).
На острові діє централізована система водопостачання, хоча ще недавно місцеві жителі користувалися прісною водою з озер згаслих вулканів. Електроенергія на острові виробляється дизель-генераторами, які є в кожному будинку. Дороги з твердим покриттям розташовані поблизу адміністративного центру острова — поселення Ханга-Роа, а також Матавері, де розташований аеропорт. У той же час дороги від Ханга-Роа до бухти Анакена на півночі та до півострова Поіке на півдні гудроновані. У школі Ханга-Роа після випуску можна отримати атестат про закінчення середнього навчального закладу, що дає право на вступ до вищого навчального закладу. Однак вищих навчальних закладів на острові немає, тому для продовження навчання місцевим жителям доводиться вирушати на материкову частину Чилі. У початковій школі острова Пасхи під егідою ЮНЕСКО проводяться заняття двома мовами: рапануйською та іспанською. На Рапа-Нуї також діє Антропологічний музей імені Отця Себастьяна Енглерта, а також велика бібліотека з зібранням книг, присвячених історії, культурі та вивченню острова Пасхи.
Охорона здоров'я на острові організована значно краще, ніж в інших віддалених куточках Чилі. Діє одна маленька лікарня, а також амбулаторія.
Інші об'єкти інфраструктури (церква, пошта, банк, аптека, невеликі магазини, один супермаркет, кафе і ресторани) переважно з'явилися в 1960-х роках. На острові є супутниковий телефон, Інтернет та навіть невелика дискотека для місцевих жителів. Щоб зателефонувати на острів Пасхи, необхідно набрати код Чилі 56, код острова Пасхи 32 і з 5 серпня 2006 року цифру 2. Після цього здійснюється набір місцевого номера, що складається з 6 цифр (причому перші три будуть 100 або 551 — це єдині діючі префікси на острові).

## Туризм

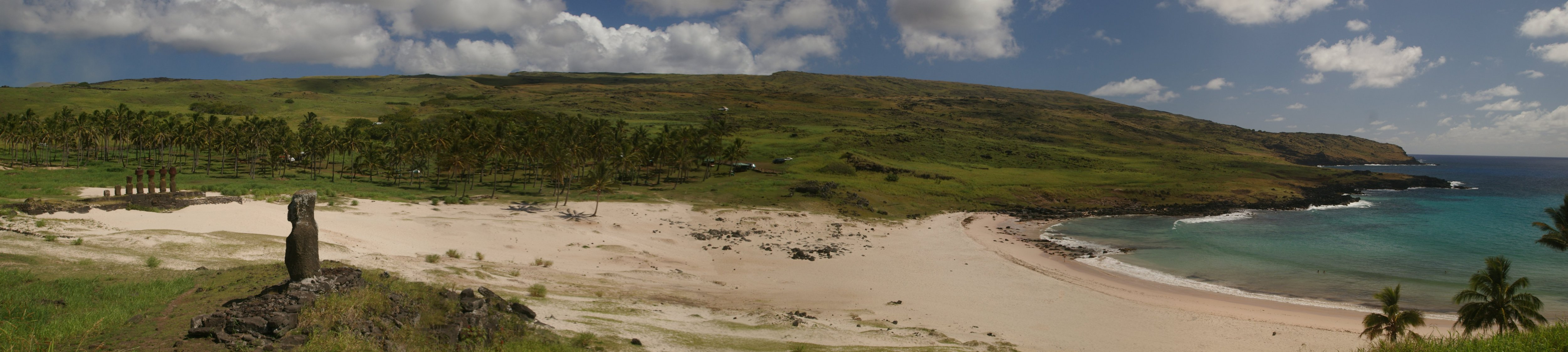
Анакена — найвідоміший пляж острова

Туризм — основне джерело доходів населення. Єдине регулярне авіасполучення з островом Пасхи здійснюється чилійською авіакомпанією «LAN Airlines», літаки якої відправляються з Сантьяго на Таїті, роблячи проміжну посадку на острові Пасхи. Внутрішні перельоти здійснюються за схемою «Сантьяго — Острів Пасхи — Сантьяго». Залежно від того, який квиток ви замовили, міжнародний чи внутрішній, виліт відбувається з двох різних терміналів аеропорту міста Сантьяго. Розклад авіарейсів залежить від пори року. У грудні-березні перельоти здійснюються кілька разів на тиждень. В інший час року — раз-два на тиждень. Переліт триває близько 5 годин. Всі літаки приземляються в єдиному аеропорту острова Пасхи — Матавері.. На Рапа-Нуї є всього одна пристань для невеликих кораблів. Немає регулярного судноплавного сполучення з іншими куточками планети.
На острові діють кілька готелів, в тому числі чотирьох- і тризіркового рівня. Ціни на Рапа-Нуї дуже високі: пов'язано це з тим, що більшість продукції імпортується. До визначних пам'яток острова можна добратися на таксі, орендованих машинах, велосипедах, конях або пішки.
Починаючи з 1975 року, на острові щороку наприкінці січня — початку лютого проводиться фестиваль «Тапаті» (англ. Tapati Rapa Nui), що супроводжується танцями, піснями і різними традиційними змаганнями рапануйців.

## Визначні пам'ятки

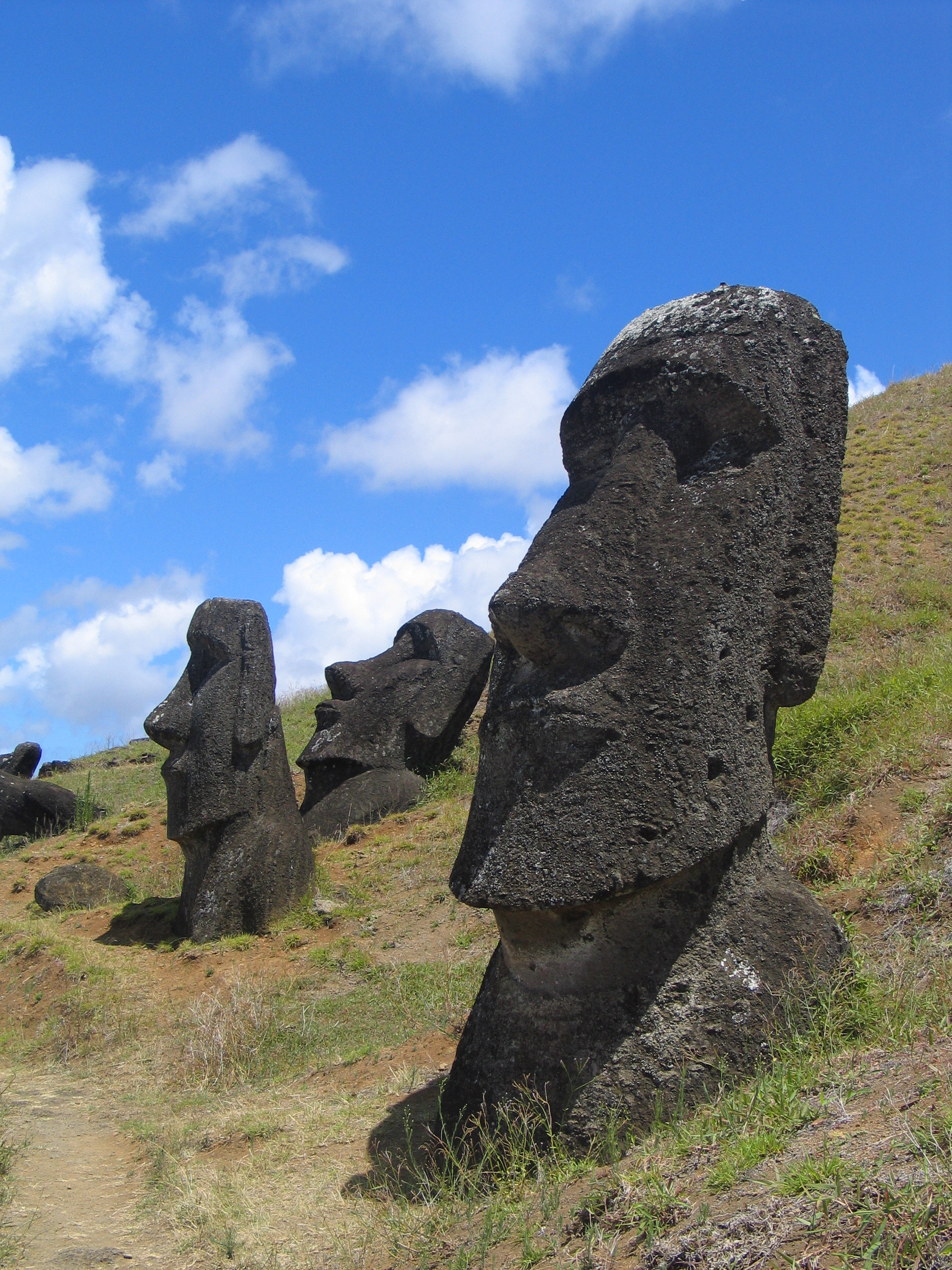
Моаї

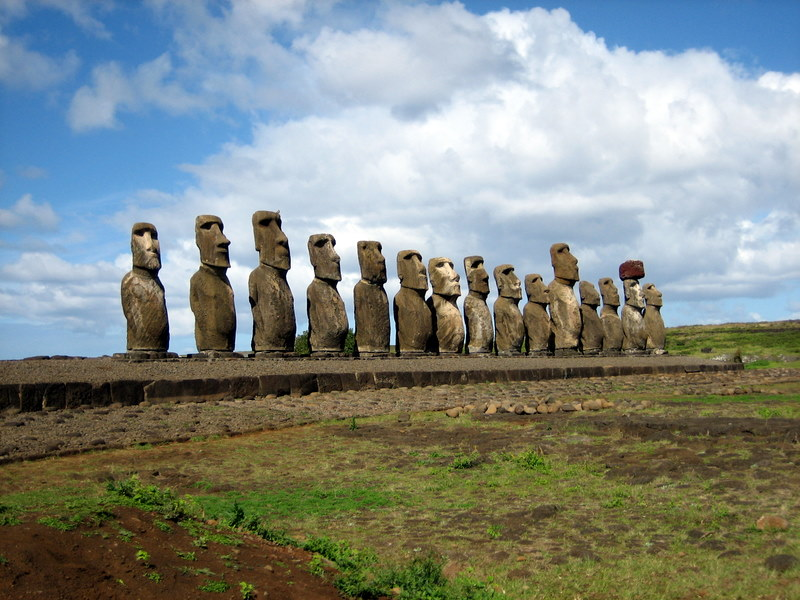
Агу Тонгарикі поблизу Рано-Рараку, 15 Моаї вишикувані в ряд, 1990 р.

Див. також Каменоломні острова Пасхи.
- Моаї — кам'яні статуї на узбережжі острова Пасхи у вигляді людської голови висотою до 20 метрів. Всупереч поширеній думці, вони «дивляться» не в бік океану, а вглиб острова. Деякі моаї мають «шапки» з червоного каменю. Виготовлялися моаї в каменярнях в центрі острова. Яким чином вони доставлялися до узбережжя, невідомо. За легендою вони «йшли» самі. Останнім часом добровольці-ентузіасти знайшли кілька способів для транспортування кам'яних блоків. Але яким саме користувалися давні жителі (або якимось своїм), поки не визначено. Безліч недороблених бовванів досі лежать в каменярнях. При детальному вивченні острова складається враження, що роботи над статуями припинили раптово покинувши на півдорозі.Один раз цигани украли одну статую моаї.

- Рано-Рараку — одне з найцікавіших місць для туристів. Біля підніжжя цього вулкана розташовано близько 300 моаї, різної висоти і на різній стадії готовності. Недалеко від бухти розташовується аху Тонгарикі, найбільший ритуальний майданчик з 15 встановленими на ньому статуями різної величини.
- На березі бухти Анакена розташовується один з найкрасивіших пляжів острова з кришталево білим кораловим піском. У бухті дозволено плавати. У пальмових гаях для туристів влаштовуються пікніки. Також недалеко від бухти Анакена розташовуються аху Атуре-Хукі та аху Наунау. Згідно з давньорапануйською легендою, саме в цій бухті висадився Хоту-Мату'а, перший король Рапа-Нуї, з першими поселенцями острова.
- Те-Піто-те-хенуа (рап. Te-Pito-te-henua) — церемоніальний майданчик на острові з круглих каменів. Досить спірне місце на Рапа-Нуї. Антрополог Крістіан Вальтер стверджує, що Ті-Піто-те-хенуа був встановлений в 1960-х роках, щоб залучити на острів довірливих туристів.
- На вулкані Рано-Као є оглядовий майданчик. Поблизу знаходиться церемоніальний майданчик Оронго.
- Пуна-Пау — невеликий вулкан поруч з Рано-Као. У далекому минулому тут добували камінь червоного кольору, з якого виготовляли «головні убори» для місцевих моаї.

## Історія

### Заселення і рання історія острова
За зіставленням глоттохронологічних та радіовуглецевих оцінок, острів був заселений в 300–400 роках, за іншими даними близько 900 року переселенцями зі Східної Полінезії, імовірно з острова Мангарева. Крайньою оцінкою часу заселення острова є 1200 рік — момент зникнення лісів, визначений радіовуглецевим методом. За легендами, перші поселенці прибули на острів на двох величезних пірогах великими сім'ями.
В декількох тисячах кілометрів на захід від о.Пасхи розташовані руїни міста Нан Мадол, яке було столицею династії Сауделерів до 1500-х років, "Венеція Тихого океану". В ХІХ столітті були виявлені руїни циклопічних споруд, із шестиметрової товщини базальтових стін, та піднятими майже на двадцятиметрову висоту плитами вагою до 25 тонн. Виконати таку роботу під силу лише багатьом тисячам робітників. Більш розумно, вважав англійський вчений М.Браун, припустити, що колись острови Пасхи та Понапе був частиною великої суші, населеної багатотисячним народом, Пацифіди.
Є свідчення про перебування в 80-х роках XV століття на острові флоту інків під командуванням десятого Сапа Інки Тупака Інкі Юпанкі. За словами іспанця Педро Сарм'єнто де Гамбоа, в епоху правління Тупак Юпанкі в інків існував флот з бальсових плотів, на яких вони (можливо навіть Тупак Юпанкі особисто) досягли острова Пасхи. Є й непрямі підтвердження перебування інків на острові: легенди місцевих жителів про могутнього вождя, на ім'я Тупа який прибув зі сходу; руїни Аху Вінапу побудовані в класичному стилі полігональної архітектури інків з ретельно підігнаних один до одного базальтових блоків неправильної форми, а також той факт, що Тотора, що виростає у вулканічних озерах Рано-Рараку та Рано-Кау, з'явилася там не раніше XIV століття, а за межами острова Пасхи вона росте тільки в озері Тітікака.
До появи європейців на острові проживали два різних народи — «довговухі», які домінували та володіли своєрідною культурою, писемністю, будували моаї, і «коротковухі», що займали підлегле становище. Під час повстання коротковухих, що відбулося приблизно в XVI столітті, всі довговухі були винищені, і їхня культура втрачена. Надалі відновити інформацію про колишню культуру острова Пасхи виявилося вкрай важко, залишилися лише уривчасті відомості.

#### Заняття давніх рапануйців
Острів Пасхи сьогодні — це острів без лісу з неродючим вулканічним ґрунтом. Проте до часу заселення полінезійцями в IX-X століттях за даними палінологічних досліджень кернів з ґрунту острів був вкритий густим лісом.
Згідно з легендами Рапа-Нуї, рослини хау (Triumfeta semitriloba), марікуру (Sapindus saponaria), Мако (Thespesia populnea) і сандалове дерево були завезені королем Хоту-Мату'а, який приплив на острів з таємничої батьківщини Мара'е Ренге (англ. Mara'e Renga). Це дійсно могло статися, оскільки полінезійці, заселяючи нові землі, приносили з собою насіння рослин, які мали важливе практичне значення. Старовинні рапануйці дуже добре зналися на сільському господарстві, рослинах, особливостях їх вирощування. Тому острів цілком міг прогодувати кілька тисяч осіб.
Поселенці вирубували ліс як для господарських потреб (кораблебудування, будівництво житла, транспортування моаї тощо), так і для звільнення місць під посіви сільськогосподарських культур. В результаті інтенсивної вирубки, що тривала впродовж століть, ліс був знищений повністю приблизно до 1600 року. Наслідком цього стала вітряна ерозія ґрунтів, що знищила родючий шар, різке скорочення вилову риби через відсутність лісу для будівництва човнів, падіння виробництва продовольства, масовий голод, канібалізм і скорочення населення в кілька разів за кілька десятиліть.
Однією з проблем острова завжди був дефіцит прісної води. На Рапа-Нуї відсутні повноводні річки, а вода після дощів легко просочується крізь ґрунт і тече у бік океану. Рапануйці споруджували невеликі криниці, змішували прісну воду з солоною, а іноді просто пили солону воду.
У минулому полінезійці, вирушаючи на пошуки нових островів, завжди брали із собою трьох тварин: свиню, собаку та курку. На острів Пасхи була завезена тільки курка — згодом символ благополуччя у стародавніх рапануйців.
Щур не є домашньою твариною, однак і він був завезений першими поселенцями острова Пасхи, які вважали його делікатесом. Після чорних щурів, завезених Хоту-Мату'а та його послідовниками, на острові з'явилися вже сірі щури, завезені європейцями.
Води, що оточують острів Пасхи, багаті рибою, особливо біля скель острова Моту-Нуї, де у великій кількості гніздяться морські птахи. Риба була улюбленою їжею стародавніх рапануйців, а в зимові місяці навіть встановлювалося табу на її вилов. На острові Пасхи в минулому використовували величезну кількість рибальських гачків. Деякі з них робилися з людських кісток, їх називали мангал-іві (рап. mangai ivi), інші — з каменю, їх називали мангал-кахі (рап. mangai kahi) і в основному використовували для вилову тунця. Гачки з полірованого каменю були лише у привілейованих жителів, яких звали тангата-ману (рап. tangata manu). Після смерті власника їх клали в його могилу. Саме існування рибальських гачків говорить про розвиненість давньорапануйської цивілізації, оскільки техніка полірування каменю досить складна, як і досягнення таких гладких форм. Часто рибальські гачки робилися з кістки ворога. За віруваннями рапануйців, так рибакові передавалася мана (рап. mana)) загиблої людини, тобто його сила.
Рапануйці полювали на черепах, які часто згадуються в місцевих легендах. Вони так сильно цінувалися рапануйцями, що навіть на березі споруджувалися тупи (рап. tupa), які служили дозорними вежами.
У стародавніх рапануйців було не так багато каное (рапануйська назва — вака рап. vaka), як, наприклад, у полінезійців. До того ж, явний дефіцит високих і великих дерев відбився на техніці його виробництва. У рапануйців було два типи каное: без балансира, який використовувалося під час плавання поблизу берега, і з балансиром, який використовувалося для мандрівок на далекі відстані.

#### Суспільні відносини давніх рапануйців
Про структуру давньорапануйського суспільства, яке існувало до XIX століття, відомо дуже мало. У зв'язку з вивезенням місцевого населення в рабство до Перу, вимиранням від епідемій завезених на острів європейцями хвороб і прийняттям християнства старе рапануйське суспільство було фактично знищене, а самі рапануйці забули про існуючі до цього ієрархічні відносини, зв'язки родини та племені.
На початку XIX століття на Рапа-Нуї існувало десять племен, або мата (рап. mata), члени яких вважали себе нащадками епонімічних предків, які, своєю чергою були нащадками першого короля острова Хоту-Мату'а. Згідно з рапануйською легендою, після смерті Хоту-Мату'а острів був поділений між його синами, які дали назви всім рапануйським племенам. Поступово від існуючих племен виділялися нові. Так рапануйська легенда розповідає про появу племен раа і хамеа, які проживали на території племені міру.
Складність політичної географії острова також полягає в тому, що до часу відкриття Рапа-Нуї племена не проживали виключно на своїй території. Пояснювалося це, перш за все, міжплемінними шлюбами, в результаті яких діти могли претендувати на землі свого батька з іншого племені або успадкувати володіння матері.
Територія племені часто ділилася між нащадками членів мату-іті (рап. mata iti), або невеликих кланів, які формувалися всередині племені. Належні їм землі являли собою смужки землі, що тяглися від берега до центру острова. Аху на березі, який був кладовищем і святилищем, вказував на приналежність території одному з племен.
В давнину одноплемінники жили у величезних домівках. Це була подоба родової громади, яку називали іві (рап. ivi). Роль такої розширеної родини невідома. Але якщо говорити про полінезійську громаду в цілому, то можна припустити, що в ній всі члени спільно володіли землею (тобто це була громадська, загальна земля) і спільно займалися сільським господарством.
Окрім племен і родових громад, які становили основу громадської організації рапануйського суспільства, існували більші об'єднання, політичні за своєю сутністю. Десять племен, або мата (рап. mata), були розділені на два ворогуючі союзи. Племена заходу і північного заходу острова зазвичай називалися люди Ту'у — це назва вулканічного піка недалеко від Ханга-Роа. Їх також називали мату-нуї. Племена східної частини острова в історичних легендах називаються «люди Хоту-іті».
Система ієрархії, що існувала в минулому на острові, нині зникла. На чолі ієрархії перебував арикі-мау (рап. ariki mau), або верховний вождь, шанований місцевими племенами як божество. Нижче були жерці, або іві-атуа (рап. ivi atua), і місцева знать, або арикі-пака (рап. ariki paka). Причому до знаті належало все плем'я миру. Це вкрай суперечило полінезійським звичаям. Необхідно відзначити, що в інших племенах острова арикі-пака і зовсім були відсутні.

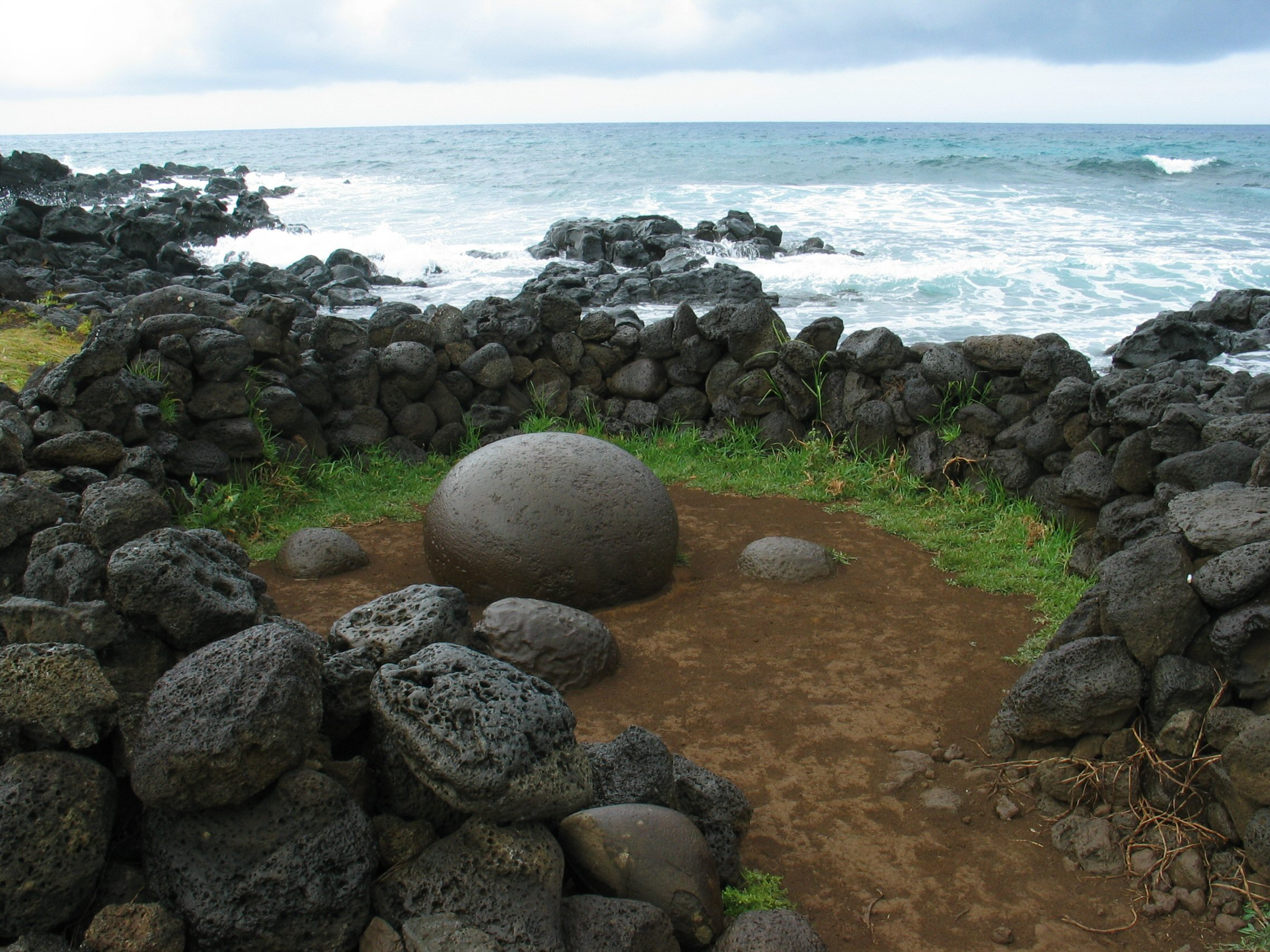
Аху Те Піто Кура — пуп Землі в фольклорі мешканців острова Пасхи

На наступному щаблі ієрархічної драбини знаходилися воїни, або матато'а (рап. matato'а), які часто претендували на політичну владу. Нижче положення займали кіо (рап. kio), або залежне населення (швидше за все, воно формувалося з членів переможеного племені). Точне положення ремісників на цих сходах невідомо, але ймовірно, що вони займали досить високе місце в рапануйському суспільстві.
Як і на інших островах Полінезії, рапануйський король втрачав свій титул після народження старшого сина. На ділі, король перебував при владі як регент доти, доки його син не ставав здатним здійснювати свої функції самостійно. Повноліття наступало після одруження, після чого колишній король втрачав свої функції. Точні обов'язки рапануйського короля невідомі. Однією з його основних функцій було накладання та зняття табу.
Давні рапануйці були вкрай войовничі. Як тільки починалася ворожнеча між племенами, їх воїни фарбували своє тіло в чорний колір і вночі готували свою зброю до бою. Після перемоги влаштовувався бенкет, на якому переможці їли м'ясо переможених воїнів. Самих людожерів на острові називали каї-тангата (рап. kai tangata). Канібалізм існував на острові аж до християнізації всіх жителів острова.

### Європейці на острові
В 1687 році лікар Ліонел Вафер знаходився на борту судна «Batchelor's Delight», яким командував пірат Едвард Девіс. Він помітив велику смугу землі, приблизно на 20°27′ південної широти. Описи того випадку нагадують острів Пасхи. Однак, координати надані дуже неточно. Тому приписувати відкриття острова Ваферу або Девісу не можна.
5 квітня 1722 року екіпаж головного корабля «Afrikaanse Galley» голландського мандрівника Якоба Роггевена помітив на горизонті сушу — це був Рапа-Нуї. Того ж дня адмірал назвав острів на честь християнського свята Пасхи. На момент відкриття острова Роггевеном на ньому проживало близько двох-трьох тисяч місцевих жителів, проте археологічні дослідження показали, що сотнею років раніше на острові жило 10-15 тисяч осіб. Внаслідок перенаселеності, вирубки лісів та експлуатації обмежених ресурсів ізольованого острова цивілізація поселенців пережила раптову для неї кризу. Наслідками кризи стали деградація культурних традицій аборигенів острова Пасхи та різке зменшення чисельності населення Рапа-Нуї.
На цілих 50 років європейці забули про існування острова. Мореплавці продовжували шукати таємничу Землю Девіса, південний континент, знайти який так і не вдавалося. Тим часом Іспанія, побоюючись за свої американські колонії, вирішила анексувати території, що лежали поблизу них. У 1770 році Мануель де Амато-і-Хун'єнт (Manuel de Amat y Junyent), колоніальний адміністратор Перу, надіслав корабель «San Lorenzo» під командуванням Феліпе Гонсалеса де Аедо (Felipe Gonzáles de Haedo) до берегів острова Пасхи, щоб анексувати його.
Після анексії Рапа-Нуї острів був названий на честь іспанського короля Карла III і отримав назву Сан-Карлос (на ім'я Святого Карла, небесного покровителя короля). У присутності остров'ян була прочитана декларація про протекторат. Насправді, спроба анексувати острів провалилася, і надалі Іспанія забула про його існування і ніколи більше не висувала на нього своїх прав.
Наприкінці XVIII — початку XIX століть на острові побувало безліч мореплавців: Джеймс Кук, Жан Франсуа Лаперуз, російський мандрівник Юрій Лисянський.

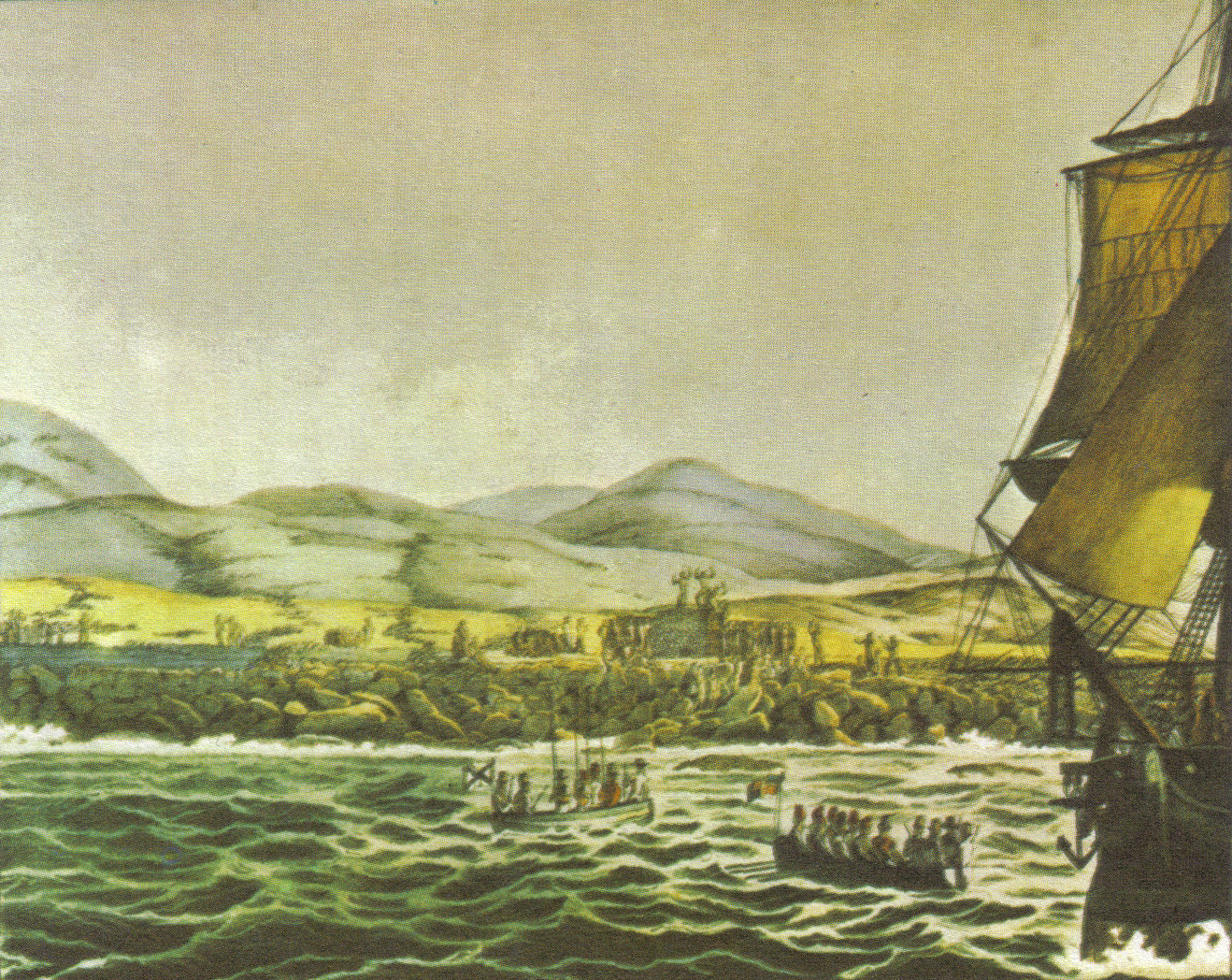
«Рюрик» на якірній стоянці біля острова Пасхи

1816 року до острова підплив російський корабель «Рюрик» під командуванням Отто Євстафійовича Коцебу, який керував навколосвітньою морською подорожжю. На борту корабля перебував німецький поет-романтик Адельберт фон Шаміссо. Однак висадитися на Рапа-Нуї дослідникам не вдалося через ворожість рапануйців.
1862 рік став переломним в історії Рапа-Нуї. У цей час економіка Перу переживала період розквіту і все більше потребувала робочої сили. Одним з її джерел став острів Пасхи, жителі якого у другій половині XIX століття стали об'єктом работоргівлі.
12 грудня 1862 року в бухті Ханга-Роа причалили 8 перуанських рабовласницьких кораблів. Було схоплено від 1000 до 2000 рапануйців, серед полонених був король Рапа-Нуї Камакоі (Kamakoi) і його син Маурата (Maurata). В Каяо і на острови Чінча перуанці продали бранців власникам компаній, що займалися видобутком гуано. Через принизливі умови, голод та хвороби з понад 1000 остров'ян в живих залишилося близько сотні людей. Тільки завдяки втручанню уряду Франції, а також губернатора Таїті вдалося зупинити работоргівлю рапануйцями. Після переговорів з перуанським урядом була досягнута домовленість, згідно з якою рапануйці, що залишилися в живих, повинні були бути репатрійовані назад на батьківщину. Але через хвороби, в основному туберкульоз і віспу, додому повернулося тільки 15 остров'ян. Завезений разом з ними вірус віспи, врешті-решт, призвів до різкого падіння чисельності населення на острові Пасхи, почалися громадянські війни, були забуті колишні принципи суспільних відносин, почався голод. У результаті чисельність населення скоротилася до близько 600 мешканців.

### Місіонери на острові та історія Рапа-Нуї до початку XX століття
Християнство і, перш за все, місіонер Конгрегації Св. Сердець Ісуса та Марії Е. Ейро зіграли значну роль в житті рапануйців. Відразу ж після висадки на острові в 1862 році місіонер приступив до навчання рапануйців, і вже через кілька місяців шість остров'ян читали катехизис французькою мовою. Проте залишатися осторонь там, де відбувається конфлікт між панівними кланами, було неможливо. 11 листопада 1864 року Ейро підібрала спрямована за ним на острів шхуна.
Через 17 місяців Ейро повернувся на Рапа-Нуї з місіонером Іполитом Руссело (Hippolyte Roussel) і сімома мангареванцями. Своїм головним центром місіонери зробили Санта-Марія-де-Рапа-Нуї, що об'єднала два містечка — Ханга-Роа і Матавері. Землі біля них були викуплені у місцевих жителів в 1868 році.
Почалося активне звернення рапануйців до християнства, хоча вожді місцевих племен довгий час чинили опір. 14 серпня 1868 року Ежен Ейро помер від туберкульозу. Місіонерська місія проіснувала близько 5 років і позитивно вплинула на жителів острова: місіонери навчали писемності (хоча в них вже була своя ієрогліфічна писемність), грамоти, боролися з крадіжками, вбивствами, багатоженством, сприяли розвитку сільського господарства, розводячи не відомі раніше на острові культури.
У 1868 році на острові поселився з дозволу місіонерів агент торгового дому брандерів Дютру-Борньє (Dutroux-Bornier), що зайнявся на Рапа-Нуї розведенням овець. Розквіт його економічної діяльності належать до періоду після смерті останнього законного правителя, сина верховного вождя Маурата, дванадцятирічного Григоріо, який помер у 1866 році.
Тим часом чисельність населення Рапа-Нуї значно скоротилася і в 1877 році склала 111 осіб.
Наприкінці XIX століття біля острова Пасхи причалювало безліч кораблів, екіпаж яких в основному цікавилися об'єктами мистецтва рапануйської культури. В 1871 році біля острова проплив російський корвет «Вітязь», на борту якого перебував відомий мандрівник М. М. Миклухо-Маклай. Однак через хворобу він не зміг висадитися на берег.
Перші чилійські кораблі були помічені біля Рапа-Нуї ще в 1830-х роках, однак тісні торговельні зв'язки були налагоджені тільки в 1870-х роках. Перемігши Болівію та Перу в Тихоокеанській війні 1879—1883 років, Чилі приступила до активної колонізації земель. 9 вересня 1888 року капітан Полікарп Торо Уртадо (ісп. Policarpo Toro Hurtado) висадився на острові та оголосив про анексію Рапа-Нуї Чилі. Місцева церква перейшла під юрисдикцію архієпископа міста Сантьяго-де-Чилі. В 1898 році вождь Ріророко відправився в Чилі зі скаргою на зловживання чилійської влади, однак через кілька днів помер у Вальпараїсо. З тих пір на острові Пасхи верховних вождів вже не було.

### XX століття
З першої чверті XX століття почалися численні науково-дослідчі експедиції на острів Пасхи. З березня 1914 по серпень 1915 року на острові працювала експедиція англійської дослідниці К. С. Раутледж, яка приділила особливу увагу вивченню кам'яних похоронних майданчиків аху і кам'яних статуй моаї. В 1934–1935 роках острів відвідала франко-бельгійська експедиція, у складі якої були такі видатні вчені, як А. Метро (фр. Alfred Métraux) та А. Лавашеррі (фр. Henri Lavacherry).
В 50-х роках XX століття відомий норвезький мандрівник Тур Хеєрдал заново відкрив світові острів Пасхи, у тому числі експериментально відтворив силами місцевих жителів і без застосування сучасної техніки вирубку статуї з гори, транспортування статуї по острову та встановлення статуї на п'єдестал. На думку Хеєрдала острів Пасхи був заселений переселенцями Стародавнього Перу. Попри те, що рапануйська мова належить до сімейства полінезійських, багато що вказує на відвідування інками острова. Кам'яні статуї нагадують знайдені в Андах статуетки. Крім того, на острові вирощують батат. Саме Тур Хеєрдал відкрив новітню історію острова. Теорія перуанського походження стародавнього населення, однак, також не знаходить переконливого підтвердження. Генетичний аналіз населення вказує скоріше на полінезійське походження, проте точність експерименту не виключає і можливість перуанського.
З 1914 році чилійський уряд став призначати на острові губернаторів. Спочатку це були переважно офіцери як діючі, так і відставні. З 1953 року острів Пасхи підпорядковувався командуванню чилійських ВМС. Жителям острова в цей час було заборонено залишати межі Ханга-Роа або тільки з письмового дозволу, що значно обмежувало права рапануйців. Тільки в 1956 році умови життя на острові стали сприятливішими, а місцевим школярам було дозволено навчатися на материковій частині Чилі. З 1966 року на острові стали проводитися вільні вибори.
Острів Пасхи тричі відвідував військовий диктатор Чилі Августо Піночет.

## Культ «людей-птахів» (XVI/XVII—XIX століття)

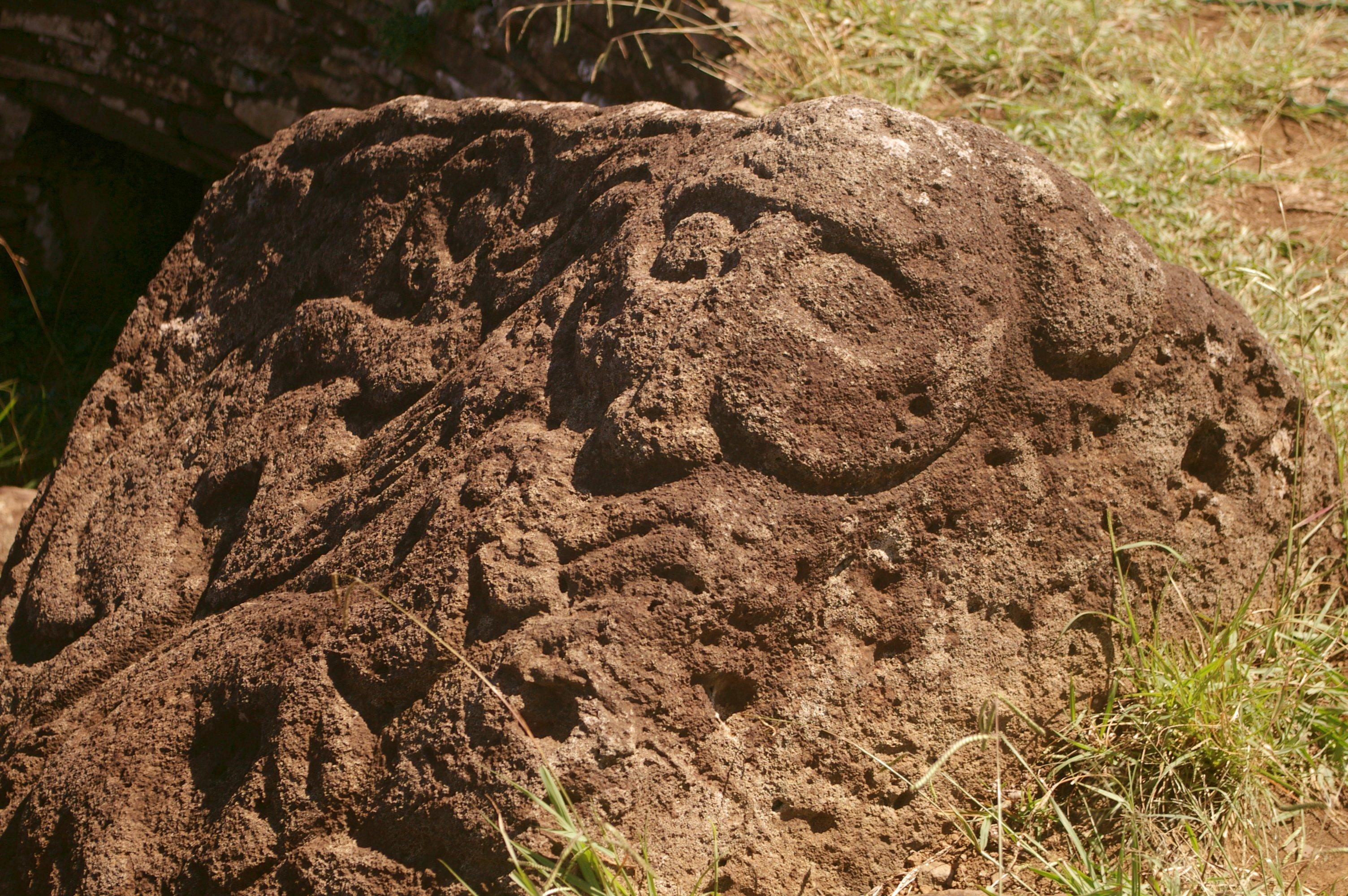
Петрогліф з зображенням божества Маке-маке біля колишнього поселення Оронго

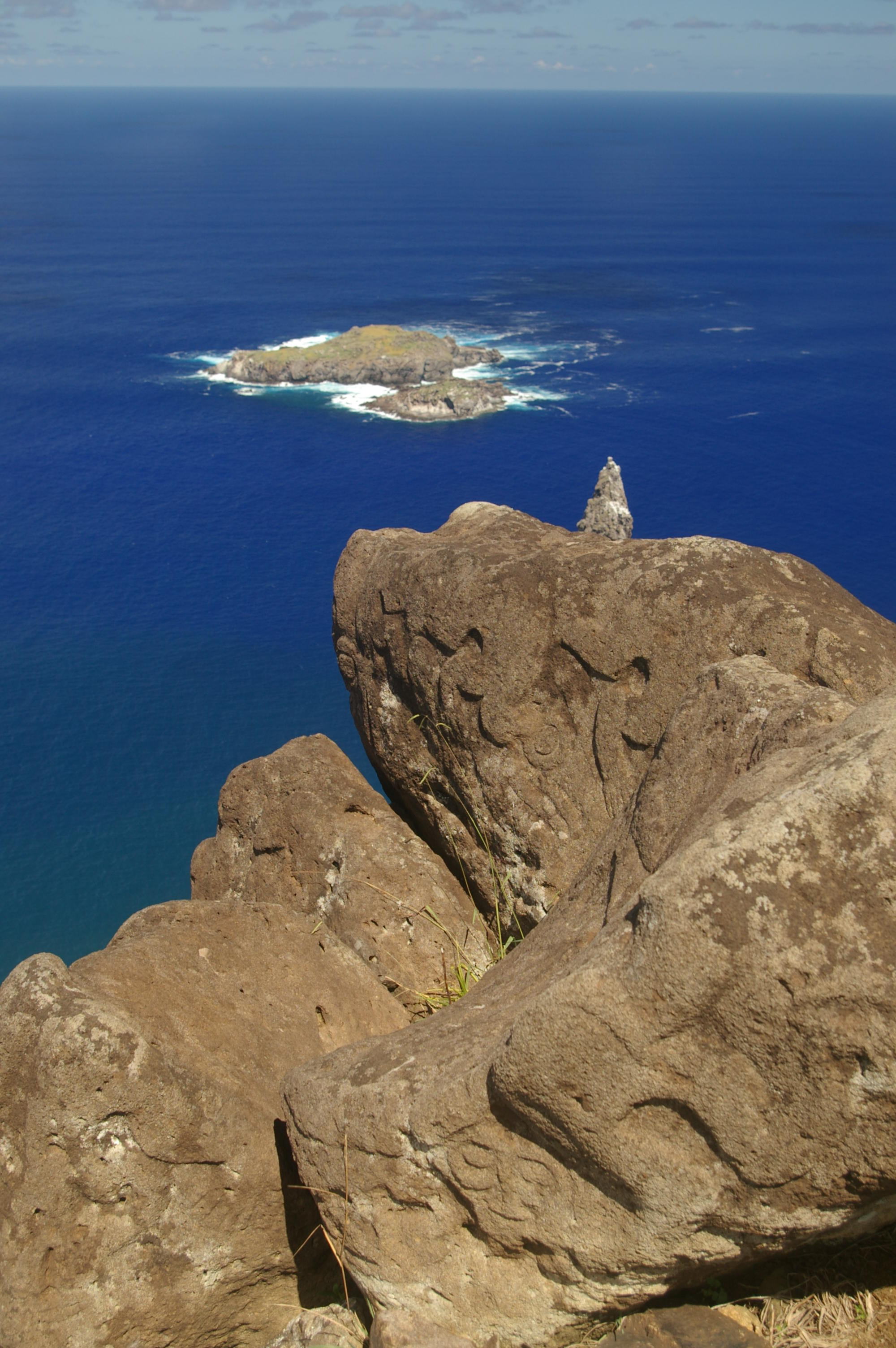
Острів Моту-Нуї, вид з Оронго

Приблизно в 1680 році матато'а, воїни острова Пасхи, заснували новий культ бога Маке-маке, який, згідно з рапануйською міфологією, створив людину. Так з'явився культ людини-птаха, або тангата-ману (рап. tangata manu). Однією з причин його виникнення став занепад рапануйської цивілізації, багато в чому пов'язаний зі зникненням лісового покриву острова.
Неподалік від вулкана Рано-Као існувало церемоніальне селище Оронго, збудоване для поклоніння богу Маке-маке, що був також богом родючості. Це поселення стало місцем культу. Щорічно між представниками всіх кланів Рапа-Нуї проводилося змагання, в якому учасники повинні були доплисти до острівця Моту-Нуї, і знайти першими яйце, відкладене чорною крачкою, або манутара (рап. manutara). Причому учасники піддавалися великій небезпеці, тому що води кишіли акулами. Переможець ставав «людиною-птахом року» і наділявся строком на рік правом контролю над роздачею ресурсів, призначених для його клану. Ця традиція продовжувала існувати аж до 1867 року.
Однією з визначних пам'яток села Оронго є численні петрогліфи з зображеннями «людини-птаха» і бога Маке-маке (їх близько 480).

## Ронго-ронго

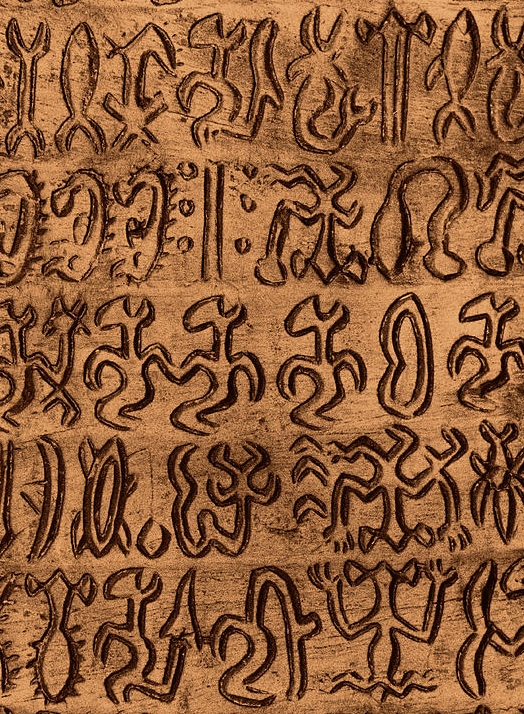
Стела з написами мовою ронго-ронго.

Острів Пасхи — єдиний острів у Тихому океані, на якому була розроблена власна система писемності — ронго-ронго. Запис текстів здійснювалася піктограмами, спосіб письма — бустрофедон. Піктограми мають розмір в один сантиметр і представлені різними графічними символами, зображеннями людей, частин тіла, тварин, астрономічних символів, будинків, човнів і т. д.
Писемність ронго-ронго досі не розшифровано, попри те, що цією проблемою займалися багато лінгвістів. У 1995 році лінгвіст Стівен Фішер оголосив про розшифрування текстів ронго-ронго, але його інтерпретація заперечується іншими вченими.
Першим про існування на острові Пасхи дощечок з давніми письменами повідомив французький місіонер Ежен Ейро в 1864 році.
В даний час існує безліч наукових гіпотез, що стосуються походження і сенсу рапануйської писемності. М. Хорнбостель, В. Хевеши, Р. Гейне-Гельдерн вважали, що писемність острова Пасхи прийшла з Індії через Китай, а потім з острова Пасхи писемність потрапила в Мексику та Панаму. Р. Кемпбелл стверджував, що ця писемність прийшла з Далекого Сходу через Нову Зеландію. Імбеллоні і пізніше Тур Хеєрдал спробували довести південноамериканське індіанське походження як писемності Рапа-Нуї, так і всієї культури.
Багато фахівців з острова Пасхи, в тому числі й сам Фішер, вважають, що всі 25 табличок з письменами ронго-ронго з'явилися на світ вже після знайомства туземців з європейською писемністю під час висадки на острові іспанців в 1770 році.

## Острів Пасхи та загублений континент

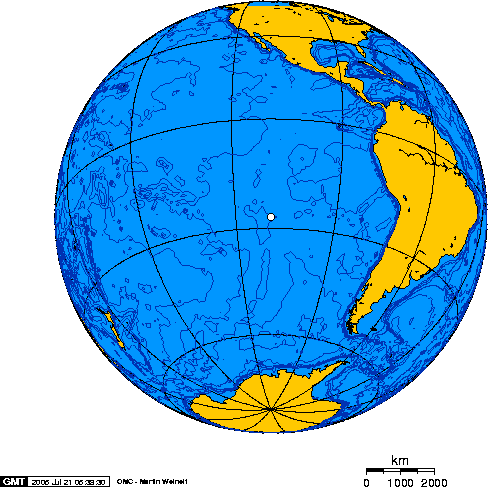
Острів Пасхи на мапі світу

В 1687 році пірат Едвард Девіс, корабель якого було віднесено далеко на захід від Копіапо, адміністративного центру району Атакама (Чилі), морськими вітрами та тихоокеанською течією, помітив на горизонті сушу, де вимальовувалися силуети високих гір. Проте, навіть не спробувавши дізнатися, чи був це міраж або ще не відкритий європейцями острів, Девіс розвернув корабель і взяв курс у бік Перуанської течії.
Ця «Земля Девіса», що значно пізніше стала ототожнюватися з островом Пасхи, підкріпила переконаність космографії того часу в тому, що в цьому регіоні існував континент, який був як би противагою Азії і Європі. Це призвело до того, що відважні мореплавці стали шукати загублений континент. Однак знайти його так і не вдалося: замість цього були відкриті сотні островів Тихого океану.
З відкриттям острова Пасхи стала поширеною думка, що це і є той загублений континент, на якому існувала протягом тисячоліть високорозвинена цивілізація, яка надалі зникла в пучині океану, а від континенту збереглися лише високі гірські піки (насправді, це згаслі вулкани). Існування на острові величезних статуй, моаї, незвичайні рапануйські таблички лише підкріплювали цю думку.
Однак сучасне вивчення прилеглих вод показало, що це малоймовірно.
Острів Пасхи розташований за 500 км від пасма підводних гір, відомих як Східно-Тихоокеанська височина, на літосферній плиті Наска. Острів розташований на вершині величезної гори, що сформувалася з вулканічної лави. Останнє виверження вулканів на острові відбулося 3 мільйони років тому. Хоча деякі вчені припускають, що воно сталося 4,5-5 мільйонів років тому.
Згідно з місцевими переказами, у далекому минулому острів був великих розмірів. Цілком можливо, що так було в льодовиковий період плейстоцену, коли рівень Світового океану був нижче на 100 метрів. Згідно з геологічними дослідженнями острів Пасхи ніколи не був частиною затонулого континенту.

### Фільмографія
- «Під островом Пасхи» (англ. Beneath Easter Island), National Geographic, 2009 р.
- «Загадки історії. Велетні острова Пасхи» (англ. Mysteries of History. Giants of Easter Island), Prometheus Entertainment[en], 2010 р.
- Сюжет телеканалу «Інтер» про Рапа-Нуї, 2012 р.
- Відвертість пірамід (історична розвідка)